# Středa nám chutná
Středa nám chutná je dětská kniha z roku 1991 české autorky Ivy Procházkové. V roce 1991 vyšla kniha německy jako Mittwoch schmeckt gut, první české vydání přišlo až v roce 1994. Kniha je určena pro děti od 6 let.
Jedná se o příběh z neobyčejného dětského domova Slunečnice, kde působí laskavá paní ředitelka Pralinka a děti jsou tu šťastné. Jednoho dne přichází Cilka, a protože jí na temeni hlavy začnou růst jablka, ukáže se, že i ona je neobyčejná. Sama Cilka má schopnost dělat lidi kolem šťastnější a radostnější a její jablíčka jsou také čarovná. Každá středa díky nim dětem chutná! 

## Obsah
Příběh začíná ve vlaku, kde průvodčí najde zapomenuté věci a odložené dítě. Věci umístí do ztrát a nálezů a dítě, holčička, která se usmívá a nepláče se ocitá v kojeneckém ústavu. Nikdo po ní nepátrá, a tak ji pojmenují hned několika jmény – Celestýna, Izabela, Libuše, Kateřina a Anna. Počáteční písmena vytvoří jméno šesté – Cilka a toto jí zůstane. I v kojeneckém ústavu Cilka nepláče, usmívá se a šíří kolem sebe klid. Cilka roste a musí se přesunout do dětského domova.
Dětský domov Slunečnice je nepříliš udržovaný starý cihlový dům uprostřed zahrady. Paní ředitelka zvaná Pralinka, protože pralinky má ráda spolu s kávou, se domnívá, že „mnoho pořádku dětem škodí, zatímco romantický nepořádek podporuje fantazii.” Také děti k ničemu nenutí a ani je netrestá, nic nepovažuje za nenormální a vše bere vážně. V domově proto vládne uvolněná a přátelská atmosféra. Cilka přichází jako osmdesáté čtvrté dítě. 
Jednoho dne jí na temeni hlavy začne růst jablko, Pralinka po prozkoumání rozhodne nechat jablko dozrát. Cilka zrovna skáče do schodů, když se jablíčko utrhne a skutálí, od toho dne jí na hlavě roste jedno nebo více jablek každý den. Čím je Cilka šťastnější, tím jsou šťavnatější a stoupá po nich nálada. Kdo ho ochutná se výrazně rozveselí a změní chování k lepšímu. Jablíčka začnou sbírat a jednou ve středu z nich kuchařka Františka upeče voňavý štrůdl pro všechny. Tu středu je dětský domov Slunečnice k nepoznání, starší děti si dělají samy úkoly, mladší jdou po obědě odpočívat, Františka si zpívá, děti nepláčou, nepoučují, hrají si s Pralinkou a vychovateli na zahradě, nikdo není nemocný. Středeční štrůdl se stane pravidlem a radost a dobrá nálada vydrží až do další středy.
Pralinka musí kvůli bolestem zad k lékaři, zůstává v nemocnici a do domova přichází na zástup ředitel Jindřich Šeďa, má děti rád, ale snaží se je vychovat a zocelit pro život pomocí systematické práce, pořádku, disciplíny. Snaží se také dát do pořádku dětský domov a zahradu. Problémem jsou Cilčiny jablíčka, považuje je za nemoc, a proto s ní začne navštěvovat lékaře, kteří zkoumají Cilku i jablíčka. Rozbor prokáže pouze to, že jablíčka jsou nezávadné, plné vitamínu C a thiaminu, bez postřiku, a že „zaměstnanci laboratoře jablko ochutnali a zpozorovali na sobě pocit lehkého opojení... Člověku je, jako když je zamilovaný.” Šeďa v nich vidí nebezpečí a zakáže je používat, Cilce po silné škytavce všechny popadají a postupně zmizí, protože najde doktora se stejným názorem a začnou Cilku léčit mj. tělocvikem a dietou. Po návratu z prázdnin děti zjistí, že se Cilka změnila, odnaučila se být šťastným dítětem. Některé se proto vydají za Pralinkou do nemocnice, řeknou jí, co se děje a přinesou poslední Cilčiny jablka, aby se uzdravila. 
Šeďa mezitím řeší problémy domova, nemocnost dětí, ztrátu radosti a spokojenosti a zmizení Cilky, která se rozhodla jít pryč. Pralinka snědla všechny jablíčka, uzdravila se a vrací se do domova. Na nádraží potká Cilku a jedou zpátky. Pralinka ocení opravy v domově a znovu je ředitelkou. Postupně se v domově vrací stará pravidla. A Cilce zase začne růst jablko na temeni hlavy.

## Interpretace díla
Tvorba Ivy Procházkové je vysoce ceněna u nás i v zahraničí, žila také v Rakousku a Německu. Kniha Středa nám chutná vyšla poprvé v němčině, jako Mittwoch schmeckt gut v roce 1991. Kniha vyšla také v polštině jako Pyszna środa, a to v roce 2018. Knihu do polského jazyka přeložila Julia Różewicz.
Zdeněk Karel Slabý uvedl, že německé prostředí v knize patrné přítomností určitých trendů známých z německé literatury pro děti – především zaměřením na antiautoritativnost a „povýšení každodennosti do roviny neobvyklého a vlastně fantastického i příměs čehosi šokujícího“. Tyto prvky podle něj v německé literatuře pro děti nejvýrazněji prosadil autor Hans-Joachim Gelberg. Slabého výhrady vůči knize nejsou uměleckého charakteru, kritizuje spíše jen „předimenzování nadsázky“, kterou čtenář nalezne ve středu dvou protikladných konceptů výchovy (autoritativní a volné). Oceňuje však ilustrace Denisy Wagnerové, které podle něj dodávají knize nádech poetizující a trochu tajuplné atmosféry, což je dimenze, kterou jinak kniha trochu postrádá.
Knihou Středa nám chutná, zejména v kontextu tvorby pro děti a autorčiny tvorby jako takové, se zabývá řada bakalářských i diplomových prací, a to ať už jejich rozborem, tak z hlediska dětské četby. Veronika Ťoupalová se ve své bakalářské práci zabývá symbolikou v popisu: „ředitelka Pralinka – evokuje to v čtenářích lahodnou chuť čokolády, dětský domov Slunečnice – snaha navodit pocit domova a bezpečí a naopak Jindřich Šeda – šedivá, ponurá barva neevokuje nic hezkého.” Ivana Vágnerová se ve své diplomové práci zaobírá „literárním dílem metodami dramatické výchovy“ a používá knihu Středa nám chutná, její rozbor a zpracování v rámci dramatické výchovy k vysvětlení pojmu, zážitku pro mnohé neznámého prostředí. Vznáší také dotaz v reakci na text knihy, zda kouzelné jablíčko může měnit někoho k lepšímu. Dále lze uvést Moniku Hájkovou, která se ve své diplomové práci zaměřila na Společné motivy v tvorbě pro děti a pro dospělé u Ivy Procházkové. Upozorňuje na motivy, jako je hledání identity, motivem cesty, která vede jednak k sobě samému, ale také do budoucnosti a ke štěstí.
Národní pedagogický institut také uvádí odborný článek, který zpracovává projekt, pomocí kterého „mají děti možnost nahlédnout a prožít si vztahy a problémy dětí i dospělých v dětském domově Slunečnice”. Kniha se objevuje také v projektu Čtení pomáhá, kde každý školák, který se zapojí do projektu, získá po úspěšném vyplnění testu kredit padesát korun, který věnuje na jeden z nominovaných projektů.